# 2016-os Formula–1 monacói nagydíj
A monacói nagydíj volt a 2016-os Formula–1 világbajnokság hatodik futama, amelyet 2016. május 26. és május 29. között rendeztek meg a monacói városi pályán, Monte-Carlóban.

## Szabadedzések

### Első szabadedzés
A monacói nagydíj első szabadedzését május 26-án, csütörtökön délelőtt tartották.
| helyezés | versenyző         | csapat/motor         | elért idő | különbség | futott kör |
| -------- | ----------------- | -------------------- | --------- | --------- | ---------- |
| 1        | Lewis Hamilton    | Mercedes             | 1:15,537  | −         | 31         |
| 2        | Nico Rosberg      | Mercedes             | 1:15,638  | +0,101    | 39         |
| 3        | Sebastian Vettel  | Ferrari              | 1:15,956  | +0,419    | 26         |
| 4        | Daniel Ricciardo  | Red Bull-TAG Heuer   | 1:16,308  | +0,771    | 29         |
| 5        | Max Verstappen    | Red Bull-TAG Heuer   | 1:16,371  | +0,834    | 30         |
| 6        | Danyiil Kvjat     | Toro Rosso-Ferrari   | 1:16,426  | +0,889    | 37         |
| 7        | Nico Hülkenberg   | Force India-Mercedes | 1:16,560  | +1,023    | 34         |
| 8        | Sergio Pérez      | Force India-Mercedes | 1:16,697  | +1,160    | 28         |
| 9        | Kimi Räikkönen    | Ferrari              | 1:16,912  | +1,375    | 24         |
| 10       | Carlos Sainz Jr.  | Toro Rosso-Ferrari   | 1:17,130  | +1,593    | 39         |
| 11       | Valtteri Bottas   | Williams-Mercedes    | 1:17,562  | +2,025    | 44         |
| 12       | Romain Grosjean   | Haas-Ferrari         | 1:17,599  | +2,062    | 33         |
| 13       | Fernando Alonso   | McLaren-Honda        | 1:17,838  | +2,301    | 27         |
| 14       | Esteban Gutiérrez | Haas-Ferrari         | 1:17,909  | +2,372    | 25         |
| 15       | Jenson Button     | McLaren-Honda        | 1:17,920  | +2,383    | 26         |
| 16       | Felipe Nasr       | Sauber-Ferrari       | 1:18,187  | +2,650    | 29         |
| 17       | Kevin Magnussen   | Renault              | 1:18,274  | +2,737    | 34         |
| 18       | Marcus Ericsson   | Sauber-Ferrari       | 1:18,301  | +2,764    | 33         |
| 19       | Felipe Massa      | Williams-Mercedes    | 1:18,746  | +3,209    | 10         |
| 20       | Jolyon Palmer     | Renault              | 1:18,871  | +3,334    | 22         |
| 21       | Rio Haryanto      | Manor-Mercedes       | 1:20,528  | +4,991    | 28         |
| 22       | Pascal Wehrlein   | Manor-Mercedes       | 1:20,868  | +5,331    | 25         |

### Második szabadedzés
A monacói nagydíj második szabadedzését május 26-án, csütörtökön délután tartották.
| helyezés | versenyző         | csapat/motor         | elért idő | különbség | futott kör |
| -------- | ----------------- | -------------------- | --------- | --------- | ---------- |
| 1        | Daniel Ricciardo  | Red Bull-TAG Heuer   | 1:14,607  | −         | 40         |
| 2        | Lewis Hamilton    | Mercedes             | 1:15,213  | +0,606    | 36         |
| 3        | Nico Rosberg      | Mercedes             | 1:15,506  | +0,899    | 48         |
| 4        | Max Verstappen    | Red Bull-TAG Heuer   | 1:15,571  | +0,964    | 42         |
| 5        | Danyiil Kvjat     | Toro Rosso-Ferrari   | 1:15,815  | +1,208    | 53         |
| 6        | Carlos Sainz Jr.  | Toro Rosso-Ferrari   | 1:15,981  | +1,374    | 54         |
| 7        | Kimi Räikkönen    | Ferrari              | 1:16,040  | +1,433    | 38         |
| 8        | Sergio Pérez      | Force India-Mercedes | 1:16,120  | +1,513    | 48         |
| 9        | Sebastian Vettel  | Ferrari              | 1:16,269  | +1,662    | 40         |
| 10       | Jenson Button     | McLaren-Honda        | 1:16,325  | +1,718    | 46         |
| 11       | Nico Hülkenberg   | Force India-Mercedes | 1:16,487  | +1,880    | 49         |
| 12       | Fernando Alonso   | McLaren-Honda        | 1:16,723  | +2,116    | 43         |
| 13       | Esteban Gutiérrez | Haas-Ferrari         | 1:16,782  | +2,175    | 40         |
| 14       | Valtteri Bottas   | Williams-Mercedes    | 1:16,849  | +2,242    | 47         |
| 15       | Romain Grosjean   | Haas-Ferrari         | 1:16,874  | +2,267    | 23         |
| 16       | Felipe Massa      | Williams-Mercedes    | 1:17,286  | +2,679    | 42         |
| 17       | Kevin Magnussen   | Renault              | 1:17,530  | +2,923    | 29         |
| 18       | Marcus Ericsson   | Sauber-Ferrari       | 1:17,562  | +2,955    | 39         |
| 19       | Jolyon Palmer     | Renault              | 1:17,761  | +3,154    | 24         |
| 20       | Felipe Nasr       | Sauber-Ferrari       | 1:17,999  | +3,392    | 49         |
| 21       | Rio Haryanto      | Manor-Mercedes       | 1:18,647  | +4,040    | 10         |
| 22       | Pascal Wehrlein   | Manor-Mercedes       | 1:18,814  | +4,207    | 46         |

### Harmadik szabadedzés
A monacói nagydíj harmadik szabadedzését május 28-án, szombaton délelőtt tartották.
| helyezés | versenyző         | csapat/motor         | elért idő | különbség | futott kör |
| -------- | ----------------- | -------------------- | --------- | --------- | ---------- |
| 1        | Sebastian Vettel  | Ferrari              | 1:14,650  | −         | 24         |
| 2        | Lewis Hamilton    | Mercedes             | 1:14,668  | +0,018    | 23         |
| 3        | Nico Rosberg      | Mercedes             | 1:14,772  | +0,122    | 28         |
| 4        | Daniel Ricciardo  | Red Bull-TAG Heuer   | 1:14,807  | +0,157    | 21         |
| 5        | Max Verstappen    | Red Bull-TAG Heuer   | 1:15,081  | +0,431    | 16         |
| 6        | Danyiil Kvjat     | Toro Rosso-Ferrari   | 1:15,259  | +0,609    | 22         |
| 7        | Carlos Sainz Jr.  | Toro Rosso-Ferrari   | 1:15,324  | +0,674    | 25         |
| 8        | Sergio Pérez      | Force India-Mercedes | 1:15,368  | +0,718    | 20         |
| 9        | Kimi Räikkönen    | Ferrari              | 1:15,555  | +0,905    | 22         |
| 10       | Nico Hülkenberg   | Force India-Mercedes | 1:15,666  | +1,016    | 19         |
| 11       | Felipe Massa      | Williams-Mercedes    | 1:16,068  | +1,418    | 28         |
| 12       | Fernando Alonso   | McLaren-Honda        | 1:16,257  | +1,607    | 23         |
| 13       | Jenson Button     | McLaren-Honda        | 1:16,298  | +1,648    | 22         |
| 14       | Valtteri Bottas   | Williams-Mercedes    | 1:16,347  | +1,697    | 20         |
| 15       | Esteban Gutiérrez | Haas-Ferrari         | 1:16,406  | +1,756    | 22         |
| 16       | Kevin Magnussen   | Renault              | 1:16,412  | +1,762    | 13         |
| 17       | Romain Grosjean   | Haas-Ferrari         | 1:16,527  | +1,877    | 26         |
| 18       | Felipe Nasr       | Sauber-Ferrari       | 1:16,867  | +2,217    | 23         |
| 19       | Marcus Ericsson   | Sauber-Ferrari       | 1:17,038  | +2,388    | 31         |
| 20       | Jolyon Palmer     | Renault              | 1:17,482  | +2,832    | 16         |
| 21       | Pascal Wehrlein   | Manor-Mercedes       | 1:17,595  | +2,945    | 31         |
| 22       | Rio Haryanto      | Manor-Mercedes       | 1:18,180  | +3,530    | 33         |

## Időmérő edzés
A monacói nagydíj időmérő edzését május 28-án, szombaton futották.
| helyezés              | rajtszám | versenyző         | csapat/motor         | 1. rész    | 2. rész  | 3. rész  | rajthely | futott kör |
| --------------------- | -------- | ----------------- | -------------------- | ---------- | -------- | -------- | -------- | ---------- |
| 1                     | 3        | Daniel Ricciardo  | Red Bull-TAG Heuer   | 1:14,912   | 1:14,357 | 1:13,622 | 1        | 21         |
| 2                     | 6        | Nico Rosberg      | Mercedes             | 1:14,873   | 1:14,043 | 1:13,791 | 2        | 24         |
| 3                     | 44       | Lewis Hamilton    | Mercedes             | 1:14,826   | 1:14,056 | 1:13,942 | 3        | 21         |
| 4                     | 5        | Sebastian Vettel  | Ferrari              | 1:14,610   | 1:14,318 | 1:14,552 | 4        | 23         |
| 5                     | 27       | Nico Hülkenberg   | Force India-Mercedes | 1:15,333   | 1:14,989 | 1:14,726 | 5        | 25         |
| 6                     | 7        | Kimi Räikkönen    | Ferrari              | 1:15,499   | 1:14,789 | 1:14,732 | 11[1]    | 25         |
| 7                     | 55       | Carlos Sainz Jr.  | Toro Rosso-Ferrari   | 1:15,467   | 1:14,805 | 1:14,749 | 6        | 23         |
| 8                     | 11       | Sergio Pérez      | Force India-Mercedes | 1:15,328   | 1:14,937 | 1:14,902 | 7        | 28         |
| 9                     | 26       | Danyiil Kvjat     | Toro Rosso-Ferrari   | 1:15,384   | 1:14,794 | 1:15,273 | 8        | 23         |
| 10                    | 14       | Fernando Alonso   | McLaren-Honda        | 1:15,504   | 1:15,107 | 1:15,363 | 9        | 26         |
| 11                    | 77       | Valtteri Bottas   | Williams-Mercedes    | 1:15,521   | 1:15,273 |          | 10       | 15         |
| 12                    | 21       | Esteban Gutiérrez | Haas-Ferrari         | 1:15,592   | 1:15,293 |          | 12       | 22         |
| 13                    | 22       | Jenson Button     | McLaren-Honda        | 1:15,554   | 1:15,352 |          | 13       | 15         |
| 14                    | 19       | Felipe Massa      | Williams-Mercedes    | 1:15,710   | 1:15,385 |          | 14       | 19         |
| 15                    | 8        | Romain Grosjean   | Haas-Ferrari         | 1:15,465   | 1:15,571 |          | 15       | 22         |
| 16                    | 20       | Kevin Magnussen   | Renault              | 1:16,253   | 1:16,058 |          | 16       | 22         |
| 17                    | 9        | Marcus Ericsson   | Sauber-Ferrari       | 1:16,299   |          |          | 17       | 12         |
| 18                    | 30       | Jolyon Palmer     | Renault              | 1:16,586   |          |          | 18       | 12         |
| 19                    | 88       | Rio Haryanto      | Manor-Mercedes       | 1:17,295   |          |          | 19       | 12         |
| 20                    | 94       | Pascal Wehrlein   | Manor-Mercedes       | 1:17,452   |          |          | 20       | 12         |
| 107%-os idő: 1:19,832 |          |                   |                      |            |          |          |          |            |
| NK[2]                 | 33       | Max Verstappen    | Red Bull-TAG Heuer   | 1:22,467   |          |          | boxutca  | 3          |
| NK[3]                 | 12       | Felipe Nasr       | Sauber-Ferrari       | idő nélkül |          |          | boxutca  | 1          |

Megjegyzés:
- ↑ 1:  — Kimi Räikkönen autójában sebességváltót kellett cserélni, ezért 5 rajthelyes büntetést kapott.[2]
- ↑ 2:  — Max Verstappen gyors körén balesetet szenvedett, így nem tudta megfutni a 107%-os időt, azonban rajthoz állhatott a vasárnapi futamon.[3][4]
- ↑ 3:  — Felipe Nasr autójában a felvezető körön tönkrement az erőforrás, így nem tudott mért kört futni, de megkapta a rajtengedélyt.[5]

## Futam
A monacói nagydíj futama május 29-én, vasárnap rajtolt.
| helyezés | rajtszám | versenyző         | csapat/motor         | futott kör | idő/kiesés oka   | rajthely | pont |
| -------- | -------- | ----------------- | -------------------- | ---------- | ---------------- | -------- | ---- |
| 1        | 44       | Lewis Hamilton    | Mercedes             | 78         | 1:59:29,133      | 3        | 25   |
| 2        | 3        | Daniel Ricciardo  | Red Bull-TAG Heuer   | 78         | +7,252           | 1        | 18   |
| 3        | 11       | Sergio Pérez      | Force India-Mercedes | 78         | +13,825          | 7        | 15   |
| 4        | 5        | Sebastian Vettel  | Ferrari              | 78         | +15,846          | 4        | 12   |
| 5        | 14       | Fernando Alonso   | McLaren-Honda        | 78         | +1:25,076        | 9        | 10   |
| 6        | 27       | Nico Hülkenberg   | Force India-Mercedes | 78         | +1:32,999        | 5        | 8    |
| 7        | 6        | Nico Rosberg      | Mercedes             | 78         | +1:33,290        | 2        | 6    |
| 8        | 55       | Carlos Sainz Jr.  | Toro Rosso-Ferrari   | 77         | +1 kör           | 6        | 4    |
| 9        | 22       | Jenson Button     | McLaren-Honda        | 77         | +1 kör           | 13       | 2    |
| 10       | 19       | Felipe Massa      | Williams-Mercedes    | 77         | +1 kör           | 14       | 1    |
| 11       | 21       | Esteban Gutiérrez | Haas-Ferrari         | 77         | +1 kör           | 12       |      |
| 12[1]    | 77       | Valtteri Bottas   | Williams-Mercedes    | 77         | +1 kör           | 10       |      |
| 13       | 8        | Romain Grosjean   | Haas-Ferrari         | 76         | +2 kör           | 15       |      |
| 14[2]    | 94       | Pascal Wehrlein   | Manor-Mercedes       | 76         | +2 kör           | 20       |      |
| 15       | 88       | Rio Haryanto      | Manor-Mercedes       | 74         | +4 kör           | 19       |      |
| ki       | 9        | Marcus Ericsson   | Sauber-Ferrari       | 51         | baleseti sérülés | 17       |      |
| ki       | 12       | Felipe Nasr       | Sauber-Ferrari       | 48         | baleset          | boxutca  |      |
| ki       | 33       | Max Verstappen    | Red Bull-TAG Heuer   | 34         | baleset          | boxutca  |      |
| ki       | 20       | Kevin Magnussen   | Renault              | 32         | baleseti sérülés | 16       |      |
| ki       | 26       | Danyiil Kvjat     | Toro Rosso-Ferrari   | 18         | baleseti sérülés | 8        |      |
| ki       | 7        | Kimi Räikkönen    | Ferrari              | 10         | baleset          | 11       |      |
| ki       | 30       | Jolyon Palmer     | Renault              | 7          | baleset          | 18       |      |

Megjegyzés:
- ↑ 1:  — Valtteri Bottas eredetileg a 11. helyen ért célba, ám utólag kapott egy 10 másodperces időbüntetést az Esteban Gutiérrezzel történt ütközéséért, így a 12. helyre esett vissza.[6]
- ↑ 2:  — Pascal Wehrlein eredetileg a 13. helyen ért célba, azonban 2x10 másodperces időbüntetést kapott, mivel egyrészt túl gyorsan haladt a virtuális biztonsági autó ideje alatt, másrészt mert figyelmen kívül hagyta a kék zászlót, így a 14. helyre esett vissza.[7]

## A világbajnokság állása a verseny után
| H   | Versenyzők       | Pont | H   | Konstruktőrök        | Pont |
| --- | ---------------- | ---- | --- | -------------------- | ---- |
| 1.  | Nico Rosberg     | 106  | 1.  | Mercedes             | 188  |
| 2.  | Lewis Hamilton   | 82   | 2.  | Ferrari              | 121  |
| 3.  | Daniel Ricciardo | 66   | 3.  | Red Bull-TAG Heuer   | 112  |
| 4.  | Kimi Räikkönen   | 61   | 4.  | Williams-Mercedes    | 66   |
| 5.  | Sebastian Vettel | 60   | 5.  | Force India-Mercedes | 37   |
| 6.  | Max Verstappen   | 38   | 6.  | Toro Rosso-Ferrari   | 30   |
| 7.  | Felipe Massa     | 37   | 7.  | McLaren-Honda        | 24   |
| 8.  | Valtteri Bottas  | 29   | 8.  | Haas-Ferrari         | 22   |
| 9.  | Sergio Pérez     | 23   | 9.  | Renault              | 6    |
| 10. | Danyiil Kvjat    | 22   | 10. | Sauber-Ferrari       | 0    |

(A teljes táblázat)

## Statisztikák
- Vezető helyen:
  - Daniel Ricciardo: 24 kör (1-22) és (31-32)
  - Lewis Hamilton: 54 kör (23-30) és (33-78)
- Daniel Ricciardo 1. pole-pozíciója.
- Lewis Hamilton 44. győzelme és 29. leggyorsabb köre.
- A Mercedes 50. győzelme.
- Lewis Hamilton 91., Daniel Ricciardo 11., Sergio Pérez 6. dobogós helyezése.
- A McLaren fennállásának 50. évfordulója.[8]